# Hans Kajtorp

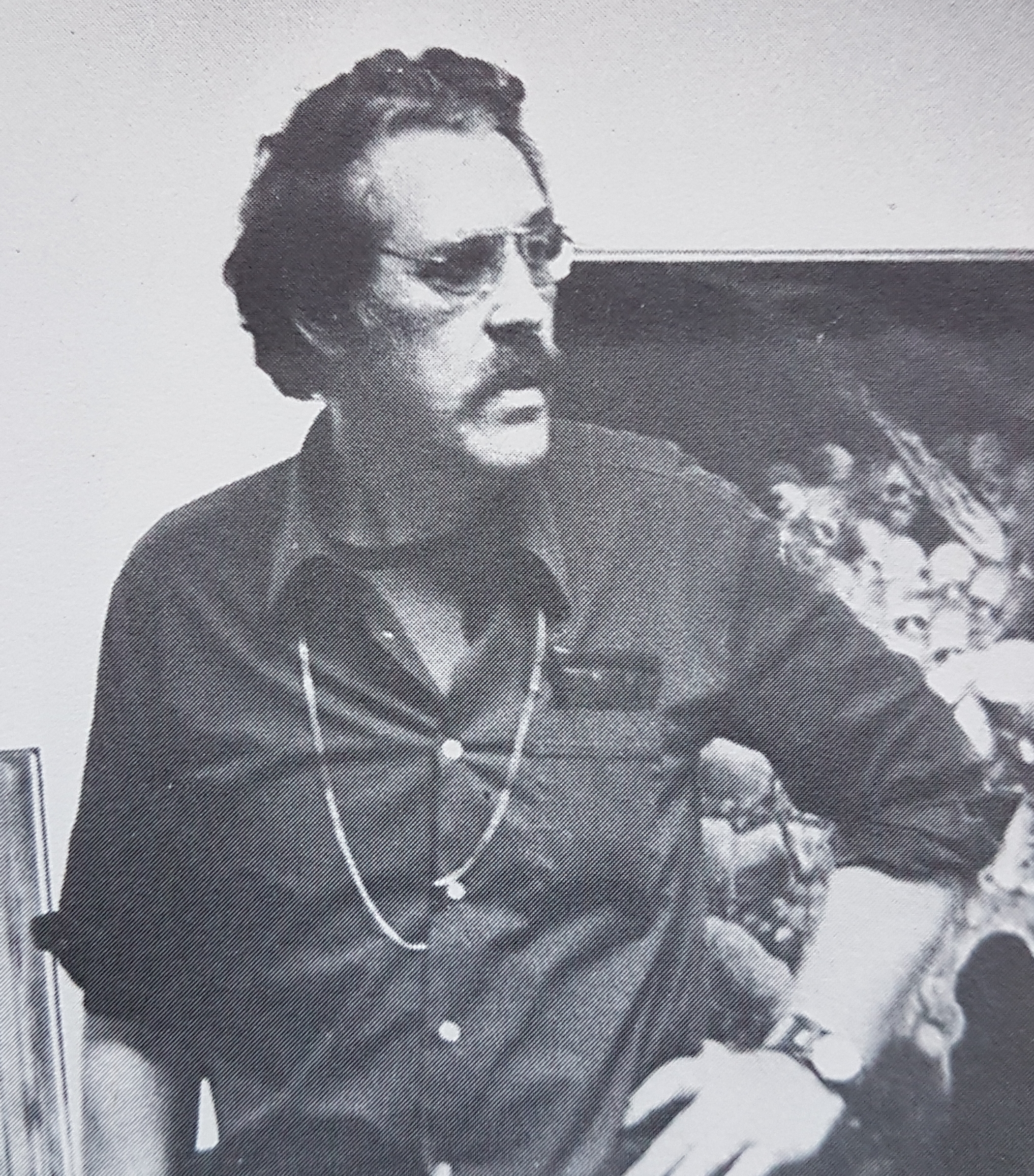
Hans Kajtorp

Hans Kajtorp född 20 februari 1916 i Filipstads församling, Filipstad, Värmlands län, död där 16 september 1991
, var en svensk konstnär. 
Kajtorp studerade konst för Akke Kumlien 1941-1942 samt i Nice, Frankrike 1947-1948. Han har deltagit i Värmlands konstförenings utställningar 1949-1955 samt utställningen Ung vårsalong i Karlstad 1952. Separat har han ställt ut i Filipstad 1947, 1949 och 1951 och i Karlstad på Värmlands museum 1953 och 1954.  
Bland hans offentliga arbeten finns några monumentalmålningar i Nya skolan i Filipstad och en monumentalmålning för Rosendahls fabriker.
Kajtorp är representerad på  Moderna museet i Stockholm, Värmlands museum och i Värmlands läns landstings samling samt i Filipstads kommuns konstsamling. 
1994 genomfördes en minnesutställning i Storfors Folkets Hus.